# Kris Menace
Kris Menace, pseudonimo di Christoph Hoeffel (Landau in der Pfalz, 1980), è un disc jockey e produttore discografico tedesco.

## Biografia
Christophe Hoeffel ha iniziato a lavorare come produttore e scrittore a metà degli anni '90 per diversi progetti e ha iniziato a usare lo pseudonimo "Kris Menace" nel 2005.
Il singolo di debutto di Menace Discopolis (in collaborazione con il suo amico Lifelike) è stato pubblicato sull'etichetta Vulture Music di Alan Braxe nel 2005 ed è stato uno dei più attesi brani house e un inno a Ibiza nello stesso anno. Discopolis è stato successivamente ripreso da Defected Records e ripubblicato con vari remix (come quello di Kerri Chandler) e un video diretto da Seb Janiak. È diventato un grande successo alla fine del 2006, raggiungendo la posizione n. 10 in Finlandia e n. 89 nel Regno Unito Singles Chart.
Menace in seguito formò la sua etichetta Compuphonic e continuò a pubblicare singoli sotto la sua etichetta. Nel 2006, il suo brano Jupiter è diventato uno dei brani più scaricati sulla piattaforma di download di musica elettronica Beatport. Nel 2006, Kris ha anche iniziato a fare il DJ con Alan Braxe, che faceva parte di Stardust con Thomas Bangalter dei Daft Punk, e insieme hanno pubblicato il singolo Lumberjack. nel giugno 2007 su Vulture Music.
Nel 2008, ha collaborato con la band britannica Spooky per pubblicare il brano Stereophonic, che è diventato il primo posto nelle classifiche britanniche durante il WMC e ha votato per essere uno dei dischi più in voga del 2008 per DMC e con Felix da Housecat per produrre l'inno della casa Artificial o  Rex the Dog per produrre POW!.
Kris Menace ha contribuito ai remix di Depeche Mode (Mute), Robbie Williams (EMI), LCD Soundsystem (DFA), Röyksopp (EMI), Kylie Minogue (EMI), Underworld (Pias) e molti altri.
Il suo remix di Heartbreaker per la band Metronomy è diventato il brano numero 1 più popolare su The Hype Machine e quindi il brano più ascoltato su tutti i blog nel luglio 2008. Il suo remix di Kylie Minogue è stato incluso nell'album in edizione speciale di Kylie Minogue Aphrodite. Il suo remix di North American Scum degli LCD Soundsystem è diventato parte del loro album Sound of Silver in diversi territori come Giappone. Il suo remix per The Phoenix Alive dei Monarchy è stato utilizzato nel FIFA 12 videogioco colonna sonora.
Come DJ, ha suonato in tutto il mondo in club come Fabriclondon, Razzmatazz Barcelona, Amnesia, Pacha, Space e molti altri club in tutta Europa, Canada, Giappone, Brasile e Australia. Nel novembre 2010, Kris ha eseguito un minimix su Annie Mac di Radio1 e ha battuto il record di numero di singoli usati con 240 brani riprodotti in cinque minuti.
Da maggio 2009 ad agosto 2010, Kris Menace ha avuto una residenza radiofonica settimanale presso Radio FG a Parigi.
Kris Menace ha pubblicato il suo album di debutto Idiosyncrasies nel maggio 2009 su tre CD, seguito dai singoli Metropolis e Idiosyncrasy. L'album ha ricevuto un punteggio eccezionale dalla stampa internazionale ed è stato ripubblicato come "special edition" nel novembre 2010.
Nell'aprile 2012, ha pubblicato il suo nuovo album Electric Horizon, che presenta immagini dal vivo del duo Hexstatic di Hexstatic. seguito dai singoli Falling Star e eFeel. Un anno dopo, ha pubblicato una versione live di Electric Horizon, registrato a Barcelona, Spain al leggendario Razzmatazz Club.
Nel novembre 2012, Kris ha pubblicato il suo album Features. Il primo singolo e video è stato Hide, una collaborazione con Miss Kittin che ha ricevuto un Vimeo Staff Pick. Il video del singolo Lone Runner è stato presentato da MTV.com  il 21 dicembre 2012, seguito da Trusting Me nel febbraio 2013,
Alla fine del 2012 ha pubblicato un album con il suo amico di lunga data Robin Felder con il nome del progetto We Are Are We. La "Serie" della canzone è stata scelta per una campagna televisiva mondiale Davidoff Cool Water Night Dive.
Nel novembre 2013 ha pubblicato l'album 'The Entirety Of Matter', che include 12 Instrumentals e Visuals, ideato insieme al Graphic Motion Designer di Boston, USA, Matthew DiVito aka Mr. Div.
La canzone The Only Constant is Change è stata utilizzata per realizzare il primo video musicale VR al mondo.
Nel settembre 2014 ha pubblicato l'album Sun, Moon & Stars nell'ambito del progetto ‚Menace & Lord' con il cantante premiato MTV ‚Simon Lord' (Ex Simian) da Londra.
Nel 2015 ha pubblicato alcuni singoli con il suo amico di lunga data "Lifelike": Ready 4 Love (Informatica), What Time Is Love con KLF (Spinnin Records), Ecstasy (Spinnin Records) e una versione rielaborata del loro primo singolo come Discopolis 2.0 su Armada Music.
Dopo 5 anni, Kris ha pubblicato il singolo Rome con il cantante Millé su RCA/Famouz/Sony. Il suo Discopolis 2.0 Remix di Mediua ha raggiunto oltre 300.000 stream nella prima settimana dalla sua uscita e ha raggiunto il primo posto nelle classifiche beatport.

## Discografia
- Idiosyncrasies (2009)
- Selected (2009) (iTunes)
- Idiosyncrasies (special edition) (2010)
- Electric Horizon (2012)
- Features (2012)
- Electric Horizon - Live in Barcelona (2013)
- The Entirety of Matter (2013)
- Sun, Moon & Stars (2014) (come Menace e Lord)